# 黑麋峰
黑麋峰坐落在湖南省长沙市望城区东北角，主峰海拔590.5米，面积4079公顷，是望城境内第一高峰。距长沙主城区不到20公里（新长湘公路拉通后缩短为19公里），自古被号称“洞天福地”。整个区域已辟为森林公园，森林公园面积4079公顷，植被丰富，森林覆盖率83%，植物种类有7个群系673种，列入国家重点保护动物34种。

## 历史沿革
黑糜峰以人文鼎盛著称，唐代高僧书法家怀素、明朝正德皇帝朱厚照曾游历该处，唐朝诗人刘长卿尝入山寻幽访胜。传说八仙修道之一吕洞宾曾入山修道，今有“寿”字石刻（寿字石）、洞宾崖等十多处遗迹，因此被道家称之为“洞阳山”，列入“三十六洞天福地”之中；此外随着佛教入山，此山遂成为长沙地区四大佛教名山之一。 
黑糜峰于2012年成为国家级森林公园，又于2014年建成国家AAAA级旅游景区。

## 交通
黑糜峰景区交通便利，境内有京广铁路、长湘公路，距离长沙主城区约30分钟车程。

## 照片
- 黑麋峰水库。
- 黑麋峰寺。
- 黑麋峰看日出景观。